# Водне поло на літніх Олімпійських іграх 2012 — чоловічий турнір
Чоловічий турнір з водного поло на Літніх Олімпійських іграх 2012 пройде у Лондоні з 29 липня по 12 серпня 2012 року. Усі ігри пройдуть у Ватерпольній арені.

Команди з 12 країн, які кваліфікувалися на турнір, були розподілені на дві групи для участі у груповому етапі змагань.

## Регламент
Регламент змагань:
- 12 команд були поділені на 2 групи, які складаються з шести команд кожна, команди зіграють між собою один матч.
- Чотири найкращі команди кожної групи зіграють між собою у чвертьфіналах.
- Чотири команди, що не змогли вийти з групи будуть розподілені між 9-12 місцями згідно з правилами ФІНА.
- Переможці чвертьфіналів пройдуть до півфіналів. Переможені зіграють у класифікаційних іграх за 5-8 місця.
- Переможці півфіналів зіграють у фіналі, а переможені — у матчі за 3-є місце.

## Груповий етап

### Група А
| Команда   | І | В | Н | П | З  | П  | РМ  | О  |
| --------- | - | - | - | - | -- | -- | --- | -- |
| Хорватія  | 5 | 5 | 0 | 0 | 50 | 29 | +21 | 10 |
| Італія    | 5 | 3 | 1 | 1 | 40 | 36 | +4  | 7  |
| Іспанія   | 5 | 3 | 0 | 2 | 52 | 42 | +10 | 6  |
| Австралія | 5 | 2 | 0 | 3 | 40 | 44 | -4  | 4  |
| Греція    | 5 | 1 | 1 | 3 | 41 | 43 | -2  | 3  |
| Казахстан | 5 | 0 | 0 | 5 | 24 | 53 | -29 | 0  |

#### 1 тур
| 29 липня 2012 12.00 | протокол | Греція                                     | 6 – 8 | Хорватія                                     | Ватерпольна арена, Лондон Арбітр: Адріан Александреску, Гіоргі Юхаш |
| 29 липня 2012 12.00 | протокол | Рахунок за періодами: 2-1, 1-2, 2-2, 1-3   |       |                                              | Ватерпольна арена, Лондон Арбітр: Адріан Александреску, Гіоргі Юхаш |
| 29 липня 2012 12.00 | протокол | 2 - Іоанніс Фунтуліс, Константінос Мурікіс | Голів | 2 - Сандро Сукно, Міхо Босковіч, Нікша Добуд | Ватерпольна арена, Лондон Арбітр: Адріан Александреску, Гіоргі Юхаш |

| 29 липня 2012 13.20 | протокол | Казахстан                                | 6 – 14 | Іспанія                 | Ватерпольна арена, Лондон Арбітр: Марійо Бргульян, Ульріх Шпігель |
| 29 липня 2012 13.20 | протокол | Рахунок за періодами: 2-4, 1-5, 1-3, 2-2 |        |                         | Ватерпольна арена, Лондон Арбітр: Марійо Бргульян, Ульріх Шпігель |
| 29 липня 2012 13.20 | протокол | 2 - Владімір Юшаков, Сергій Губарєв      | Голів  | 5 - Феліпе Перроне Роха | Ватерпольна арена, Лондон Арбітр: Марійо Бргульян, Ульріх Шпігель |

| 29 липня 2012 16.10 | протокол | Італія                                   | 8 – 5 | Австралія     | Ватерпольна арена, Лондон Арбітр: Борис Маргета, Радослав Корижна |
| 29 липня 2012 16.10 | протокол | Рахунок за періодами: 3-0, 2-2, 0-1, 3-2 |       |               | Ватерпольна арена, Лондон Арбітр: Борис Маргета, Радослав Корижна |
| 29 липня 2012 16.10 | протокол | 2 - Мауріціо Фелуго, Алекс Джорджетті    | Голів | 1 - 5 гравців | Ватерпольна арена, Лондон Арбітр: Борис Маргета, Радослав Корижна |

#### 2 тур
| 31 липня 2012 13.20 | протокол | Хорватія                                 | 8 – 7 | Іспанія                       | Ватерпольна арена, Лондон Арбітр: Борис Маргета, Радослав Корижна |
| 31 липня 2012 13.20 | протокол | Рахунок за періодами: 2-1, 3-2, 2-4, 1-0 |       |                               | Ватерпольна арена, Лондон Арбітр: Борис Маргета, Радослав Корижна |
| 31 липня 2012 13.20 | протокол | 2 - Нікша Добуд, Сандро Сукно            | Голів | 4 - Альберт Еспаньйол Ліфанте | Ватерпольна арена, Лондон Арбітр: Борис Маргета, Радослав Корижна |

| 31 липня 2012 16.10 | протокол | Австралія                                | 7 – 4 | Казахстан    | Ватерпольна арена, Лондон Арбітр: Адріан Александреску, Ульріх Шпігель |
| 31 липня 2012 16.10 | протокол | Рахунок за періодами: 2-1, 2-0, 2-2, 1-1 |       |              | Ватерпольна арена, Лондон Арбітр: Адріан Александреску, Ульріх Шпігель |
| 31 липня 2012 16.10 | протокол | 2 - Ріс Хоуден                           | Голів | 1 - 4 гравці | Ватерпольна арена, Лондон Арбітр: Адріан Александреску, Ульріх Шпігель |

| 31 липня 2012 17.30 | протокол | Греція                                   | 7 – 7 | Італія                                  | Ватерпольна арена, Лондон Арбітр: Марійо Бргульян, Міхайло Цирич |
| 31 липня 2012 17.30 | протокол | Рахунок за періодами: 2-1, 1-2, 2-3, 2-1 |       |                                         | Ватерпольна арена, Лондон Арбітр: Марійо Бргульян, Міхайло Цирич |
| 31 липня 2012 17.30 | протокол | 2 - Іоанніс Фунтулос, Крістос Афрудакіс  | Голів | 2 - Крістіан Прешутті, Алекс Джорджетті | Ватерпольна арена, Лондон Арбітр: Марійо Бргульян, Міхайло Цирич |

#### 3 тур
| 2 серпня 2012 12.00 | протокол | Іспанія                                                                 | 13 – 9 | Австралія        | Ватерпольна арена, Лондон Арбітр: Міхайло Цирич, Стівен Роцарт |
| 2 серпня 2012 12.00 | протокол | Рахунок за періодами: 2-1, 3-3, 4-1, 4-4                                |        |                  | Ватерпольна арена, Лондон Арбітр: Міхайло Цирич, Стівен Роцарт |
| 2 серпня 2012 12.00 | протокол | 2 - Феліпе Перроне Роха, Альберт Еспаньйол Ліфанте, Давід Мартін Лозано | Голів  | 5 - Біллі Міллер | Ватерпольна арена, Лондон Арбітр: Міхайло Цирич, Стівен Роцарт |

| 2 серпня 2012 21.40 | протокол | Італія                                   | 6 – 11 | Хорватія                        | Ватерпольна арена, Лондон Арбітр: Гіоргі Юхаш, Адріан Александреску |
| 2 серпня 2012 21.40 | протокол | Рахунок за періодами: 3-4, 1-1, 1-3, 1-3 |        |                                 | Ватерпольна арена, Лондон Арбітр: Гіоргі Юхаш, Адріан Александреску |
| 2 серпня 2012 21.40 | протокол | 2 - Валентіно Галло, П'єтро Фільолі      | Голів  | 3 - Сандро Сукно, Міхо Бошковіч | Ватерпольна арена, Лондон Арбітр: Гіоргі Юхаш, Адріан Александреску |

| 2 серпня 2012 13.20 | протокол | Казахстан                                | 4 – 11 | Греція                | Ватерпольна арена, Лондон Арбітр: Ульріх Шпігель, Бріан Літтлджон |
| 2 серпня 2012 13.20 | протокол | Рахунок за періодами: 1-2, 0-4, 1-3, 2-2 |        |                       | Ватерпольна арена, Лондон Арбітр: Ульріх Шпігель, Бріан Літтлджон |
| 2 серпня 2012 13.20 | протокол | 2 - Рустам Укуманов                      | Голів  | 5 - Іоанніс, Фунтуліс | Ватерпольна арена, Лондон Арбітр: Ульріх Шпігель, Бріан Літтлджон |

#### 4 тур
| 4 серпня 2012 13.20 | протокол | Хорватія                                 | 11 – 6 | Австралія | Ватерпольна арена, Лондон Арбітр: Ульріх Шпігель, Гіоргі Юхаш |
| 4 серпня 2012 13.20 | протокол | Рахунок за періодами: 2-1, 3-1, 3-2, 3-2 |        |           | Ватерпольна арена, Лондон Арбітр: Ульріх Шпігель, Гіоргі Юхаш |

| 4 серпня 2012 15.10 | протокол | Греція                                   | 9 – 11 | Іспанія | Ватерпольна арена, Лондон Арбітр: Адріан Александреску, Марійо Бргульян |
| 4 серпня 2012 15.10 | протокол | Рахунок за періодами: 3-4, 2-4, 2-1, 2-2 |        |         | Ватерпольна арена, Лондон Арбітр: Адріан Александреску, Марійо Бргульян |

| 4 серпня 2012 17.30 | протокол | Італія                                   | 9 – 6 | Казахстан | Ватерпольна арена, Лондон Арбітр: Антон Берфутс, Корі Уїльямс |
| 4 серпня 2012 17.30 | протокол | Рахунок за періодами: 4-2, 4-2, 1-1, 0-1 |       |           | Ватерпольна арена, Лондон Арбітр: Антон Берфутс, Корі Уїльямс |

#### 5 тур
| 6 серпня 2012 12.00 | протокол | Казахстан                                | 4 – 12 | Хорватія | Ватерпольна арена, Лондон Арбітр: Херман Мольєр, Бріан Літтлджон |
| 6 серпня 2012 12.00 | протокол | Рахунок за періодами: 0-4, 1-1, 2-4, 1-3 |        |          | Ватерпольна арена, Лондон Арбітр: Херман Мольєр, Бріан Літтлджон |

| 6 серпня 2012 21.40 | протокол | Іспанія                                  | 7 – 10 | Італія | Ватерпольна арена, Лондон Арбітр: Адріан Александреску, Драган Стампалія |
| 6 серпня 2012 21.40 | протокол | Рахунок за періодами: 0-2, 3-4, 1-2, 3-2 |        |        | Ватерпольна арена, Лондон Арбітр: Адріан Александреску, Драган Стампалія |

| 6 серпня 2012 13.20 | протокол | Греція                                   | 8 – 13 | Австралія | Ватерпольна арена, Лондон Арбітр: Міхайло Цирич, Серхі Боррель Санчез |
| 6 серпня 2012 13.20 | протокол | Рахунок за періодами: 2-3, 3-5, 1-3, 2-2 |        |           | Ватерпольна арена, Лондон Арбітр: Міхайло Цирич, Серхі Боррель Санчез |

### Група Б
| Команда         | І | В | Н | П | З  | П  | РМ  | О |
| --------------- | - | - | - | - | -- | -- | --- | - |
| Сербія          | 5 | 4 | 1 | 0 | 69 | 38 | +31 | 9 |
| Чорногорія      | 5 | 3 | 1 | 1 | 54 | 41 | +13 | 7 |
| Угорщина        | 5 | 3 | 0 | 2 | 65 | 52 | +13 | 6 |
| США             | 5 | 3 | 0 | 2 | 43 | 44 | -2  | 6 |
| Румунія         | 5 | 1 | 0 | 4 | 48 | 55 | -7  | 2 |
| Велика Британія | 5 | 0 | 0 | 5 | 28 | 77 | -49 | 0 |

#### 1 тур
| 29 липня 2012 17.30 | протокол | Угорщина                                        | 10 – 14 | Сербія                 | Ватерпольна арена, Лондон Арбітр: Серхі Боррель Санчез, Массіміліано Капуті |
| 29 липня 2012 17.30 | протокол | Рахунок за періодами: 2-2, 1-3, 3-6, 4-3        |         |                        | Ватерпольна арена, Лондон Арбітр: Серхі Боррель Санчез, Массіміліано Капуті |
| 29 липня 2012 17.30 | протокол | 2 - Даніель Варга, Норберт Мадараш, Денеш Варга | Голів   | 5 - Андрійя Прлаїновіч | Ватерпольна арена, Лондон Арбітр: Серхі Боррель Санчез, Массіміліано Капуті |

| 29 липня 2012 20.20 | протокол | Румунія                                  | 13 – 4 | Велика Британія | Ватерпольна арена, Лондон Арбітр: Херман Мольєр, Антон Берфутс |
| 29 липня 2012 20.20 | протокол | Рахунок за періодами: 2-1, 4-0, 3-2, 4-1 |        |                 | Ватерпольна арена, Лондон Арбітр: Херман Мольєр, Антон Берфутс |
| 29 липня 2012 20.20 | протокол | 4 - Ніколае Діакону                      | Голів  | 2 - Роб Паркер  | Ватерпольна арена, Лондон Арбітр: Херман Мольєр, Антон Берфутс |

| 29 липня 2012 21.40 | протокол | Чорногорія                               | 7 – 8 | США                | Ватерпольна арена, Лондон Арбітр: Георгіос Ставрідіс, Деніел Флехайв |
| 29 липня 2012 21.40 | протокол | Рахунок за періодами: 1-1, 1-3, 2-2, 3-2 |       |                    | Ватерпольна арена, Лондон Арбітр: Георгіос Ставрідіс, Деніел Флехайв |
| 29 липня 2012 21.40 | протокол | 3 - Александар Івовіч                    | Голів | 3 - Пітер Вареллас | Ватерпольна арена, Лондон Арбітр: Георгіос Ставрідіс, Деніел Флехайв |

#### 2 тур
| 31 липня 2012 20.20 | протокол | Сербія                                   | 21 – 7 | Велика Британія | Ватерпольна арена, Лондон Арбітр: Гас Пінкер, Казухіко Макіта |
| 31 липня 2012 20.20 | протокол | Рахунок за періодами: 3-3, 7-2, 6-1, 5-1 |        |                 | Ватерпольна арена, Лондон Арбітр: Гас Пінкер, Казухіко Макіта |
| 31 липня 2012 20.20 | протокол | 5 - Андрійя Прлаїновіч                   | Голів  | 3 - Крейг Фіджс | Ватерпольна арена, Лондон Арбітр: Гас Пінкер, Казухіко Макіта |

| 31 липня 2012 21.40 | протокол | США                                      | 10 – 8 | Румунія         | Ватерпольна арена, Лондон Арбітр: Драган Стампалія, Массіміліано Капуті |
| 31 липня 2012 21.40 | протокол | Рахунок за періодами: 3-3, 1-2, 3-0, 3-3 |        |                 | Ватерпольна арена, Лондон Арбітр: Драган Стампалія, Массіміліано Капуті |
| 31 липня 2012 21.40 | протокол | 3 - Пітер Вареллас, Раян Бейлі           | Голів  | 4 - Козмін Раду | Ватерпольна арена, Лондон Арбітр: Драган Стампалія, Массіміліано Капуті |

| 31 липня 2012 12.00 | протокол | Угорщина                                 | 10 – 11 | Чорногорія          | Ватерпольна арена, Лондон Арбітр: Серхі Боррель Санчез, Деніел Флехайв |
| 31 липня 2012 12.00 | протокол | Рахунок за періодами: 2-2, 3-4, 3-3, 2-2 |         |                     | Ватерпольна арена, Лондон Арбітр: Серхі Боррель Санчез, Деніел Флехайв |
| 31 липня 2012 12.00 | протокол | 3 - Петер Бірош                          | Голів   | 3 - Драско Бргульян | Ватерпольна арена, Лондон Арбітр: Серхі Боррель Санчез, Деніел Флехайв |

#### 3 тур
| 2 серпня 2012 20.20 | протокол | Велика Британія                          | 7 – 13 | США              | Ватерпольна арена, Лондон Арбітр: Корі Уїльямс, Шівей Ні |
| 2 серпня 2012 20.20 | протокол | Рахунок за періодами: 0-5, 3-3, 3-2, 1-3 |        |                  | Ватерпольна арена, Лондон Арбітр: Корі Уїльямс, Шівей Ні |
| 2 серпня 2012 20.20 | протокол | 3 - Роб Паркер                           | Голів  | 4 - Тоні Азеведо | Ватерпольна арена, Лондон Арбітр: Корі Уїльямс, Шівей Ні |

| 2 серпня 2012 15.10 | протокол | Чорногорія                               | 11 – 11 | Сербія                 | Ватерпольна арена, Лондон Арбітр: Георгіос Ставрідіс, Массіміліано Капуті |
| 2 серпня 2012 15.10 | протокол | Рахунок за періодами: 1-3, 2-1, 5-4, 3-3 |         |                        | Ватерпольна арена, Лондон Арбітр: Георгіос Ставрідіс, Массіміліано Капуті |
| 2 серпня 2012 15.10 | протокол | 3 - Александар Івовіч                    | Голів   | 5 - Андрійя Прлаїновіч | Ватерпольна арена, Лондон Арбітр: Георгіос Ставрідіс, Массіміліано Капуті |

| 2 серпня 2012 17.30 | протокол | Румунія                                  | 15 – 17 | Угорщина            | Ватерпольна арена, Лондон Арбітр: Алан Балфанбаєв, Серхі Боррель Санчез |
| 2 серпня 2012 17.30 | протокол | Рахунок за періодами: 4-5, 5-4, 2-5, 4-3 |         |                     | Ватерпольна арена, Лондон Арбітр: Алан Балфанбаєв, Серхі Боррель Санчез |
| 2 серпня 2012 17.30 | протокол | 3 - Андрей Бусіла, Александру Гібан      | Голів   | 5 - Норберт Мадараш | Ватерпольна арена, Лондон Арбітр: Алан Балфанбаєв, Серхі Боррель Санчез |

#### 4 тур
| 4 серпня 2012 21.40 | протокол | Сербія                                   | 11 – 6 | США | Ватерпольна арена, Лондон Арбітр: Серхі Боррель Санчез, Массіміліано Капуті |
| 4 серпня 2012 21.40 | протокол | Рахунок за періодами: 4-1, 1-2, 3-1, 3-2 |        |     | Ватерпольна арена, Лондон Арбітр: Серхі Боррель Санчез, Массіміліано Капуті |

| 4 серпня 2012 20.20 | протокол | Угорщина                                 | 17 – 6 | Велика Британія | Ватерпольна арена, Лондон Арбітр: Херман Мольєр, Деніс Данелон |
| 4 серпня 2012 20.20 | протокол | Рахунок за періодами: 6-1, 5-4, 4-0, 2-1 |        |                 | Ватерпольна арена, Лондон Арбітр: Херман Мольєр, Деніс Данелон |

| 4 серпня 2012 12.00 | протокол | Чорногорія                               | 12 – 8 | Румунія | Ватерпольна арена, Лондон Арбітр: Алан Балфанбаєв, Деніел Флехайв |
| 4 серпня 2012 12.00 | протокол | Рахунок за періодами: 3-1, 2-1, 3-2, 4-4 |        |         | Ватерпольна арена, Лондон Арбітр: Алан Балфанбаєв, Деніел Флехайв |

#### 5 тур
| 6 серпня 2012 16.10 | протокол | Румунія                                  | 4 – 12 | Сербія | Ватерпольна арена, Лондон Арбітр: Ульріх Шпігель, Стівен Роцарт |
| 6 серпня 2012 16.10 | протокол | Рахунок за періодами: 0-3, 1-3, 0-4, 3-2 |        |        | Ватерпольна арена, Лондон Арбітр: Ульріх Шпігель, Стівен Роцарт |

| 6 серпня 2012 20.20 | протокол | Велика Британія                          | 4 – 13 | Чорногорія | Ватерпольна арена, Лондон Арбітр: Шівей Ні, Казухіко Макіта |
| 6 серпня 2012 20.20 | протокол | Рахунок за періодами: 1-4, 2-4, 1-2, 0-3 |        |            | Ватерпольна арена, Лондон Арбітр: Шівей Ні, Казухіко Макіта |

| 6 серпня 2012 17.30 | протокол | Угорщина                                 | 11 – 6 | США | Ватерпольна арена, Лондон Арбітр: Деніел Флехайв, Георгіос Ставрідіс |
| 6 серпня 2012 17.30 | протокол | Рахунок за періодами: 1-0, 5-2, 4-1, 1-3 |        |     | Ватерпольна арена, Лондон Арбітр: Деніел Флехайв, Георгіос Ставрідіс |

## Плей-оф
|  | Чвертьфінали | Чвертьфінали |          |        | Півфінали   | Півфінали   |  |  | Фінал | Фінал |
|  |              |              |          |        |             |             |  |  |       |       |
|  |              |              |          |        |             |             |  |  |       |       |
|  |              |              |          |        |             |             |  |  |       |       |
|  | Хорватія     | 8            |          |        |             |             |  |  |       |       |
|  | Хорватія     | 8            |          |        |             |             |  |  |       |       |
|  | США          | 2            |          |        |             |             |  |  |       |       |
|  | США          | 2            | Хорватія | 7      |             |             |  |  |       |       |
|  |              |              | Хорватія | 7      |             |             |  |  |       |       |
|  |              | Чорногорія   | 5        |        |             |             |  |  |       |       |
|  | Іспанія      | Чорногорія   | 5        | 9      |             |             |  |  |       |       |
|  | Іспанія      |              |          | 9      |             |             |  |  |       |       |
|  | Чорногорія   | 11           |          |        |             |             |  |  |       |       |
|  | Чорногорія   | 11           | Хорватія |        |             |             |  |  |       |       |
|  |              |              |          |        |             |             |  |  |       |       |
|  |              | Італія       |          |        |             |             |  |  |       |       |
|  | Італія       | 11           |          |        |             |             |  |  |       |       |
|  | Італія       | 11           |          |        |             |             |  |  |       |       |
|  | Угорщина     | 9            |          |        |             |             |  |  |       |       |
|  | Угорщина     | 9            | Італія   | 9      | Третє місце | Третє місце |  |  |       |       |
|  |              |              | Італія   | 9      | Третє місце | Третє місце |  |  |       |       |
|  |              | Сербія       | 7        |        |             |             |  |  |       |       |
|  | Австралія    | Сербія       | 7        | 8      | Чорногорія  | 11          |  |  |       |       |
|  | Австралія    |              |          | 8      | Чорногорія  | 11          |  |  |       |       |
|  | Сербія       | 11           |          | Сербія | 12          |             |  |  |       |       |
|  | Сербія       | 11           |          |        | 12          |             |  |  |       |       |
|  |              |              |          |        |             |             |  |  |       |       |
|  |              |              |          |        |             |             |  |  |       |       |

### Чвертьфінали
| 8 серпня 2012 16.30 | протокол | Хорватія                                 | 8 – 2 | США | Ватерпольна арена, Лондон |
| 8 серпня 2012 16.30 | протокол | Рахунок за періодами: 2-0, 3-0, 2-2, 1-0 |       |     | Ватерпольна арена, Лондон |

| 8 серпня 2012 17.50 | протокол | Іспанія                                  | 9 – 11 | Чорногорія | Ватерпольна арена, Лондон |
| 8 серпня 2012 17.50 | протокол | Рахунок за періодами: 4-4, 1-3, 1-3, 3-1 |        |            | Ватерпольна арена, Лондон |

| 8 серпня 2012 20.40 | протокол | Італія                                   | 11 – 9 | Угорщина | Ватерпольна арена, Лондон |
| 8 серпня 2012 20.40 | протокол | Рахунок за періодами: 2-2, 3-2, 3-1, 3-4 |        |          | Ватерпольна арена, Лондон |

| 8 серпня 2012 22.00 | протокол | Австралія                                | 8 – 11 | Сербія | Ватерпольна арена, Лондон |
| 8 серпня 2012 22.00 | протокол | Рахунок за періодами: 3-2, 4-2, 1-2, 0-5 |        |        | Ватерпольна арена, Лондон |

### Класифікаційний раунд

#### Матчі за 5-8 місця
| 10 серпня 2012 16.20 | протокол | США                                      | 7 – 8 | Іспанія | Ватерпольна арена, Лондон |
| 10 серпня 2012 16.20 | протокол | Рахунок за періодами: 1-3, 1-2, 2-1, 3-2 |       |         | Ватерпольна арена, Лондон |

| 10 серпня 2012 20.30 | протокол | Угорщина                                 | 10 – 9 | Австралія | Ватерпольна арена, Лондон |
| 10 серпня 2012 20.30 | протокол | Рахунок за періодами: 4-2, 2-4, 1-0, 3-3 |        |           | Ватерпольна арена, Лондон |

#### Матч за 7-8 місця
| 12 серпня 2012 12.20 | протокол | США                                      | 9 – 10 | Австралія | Ватерпольна арена, Лондон |
| 12 серпня 2012 12.20 | протокол | Рахунок за періодами: 1-3, 2-2, 1-3, 5-2 |        |           | Ватерпольна арена, Лондон |

#### Матч за 5-6 місця
| 12 серпня 2012 13.40 | протокол | Іспанія                                  | 8 – 14 | Угорщина | Ватерпольна арена, Лондон |
| 12 серпня 2012 13.40 | протокол | Рахунок за періодами: 1-4, 2-3, 1-5, 4-2 |        |          | Ватерпольна арена, Лондон |

### Медальний раунд

#### Півфінали
| 10 серпня 2012 17.40 | протокол | Хорватія                                 | 7 – 5 | Чорногорія | Ватерпольна арена, Лондон |
| 10 серпня 2012 17.40 | протокол | Рахунок за періодами: 3-1, 2-0, 2-2, 0-2 |       |            | Ватерпольна арена, Лондон |

| 10 серпня 2012 21.50 | протокол | Італія                                   | 9 – 7 | Сербія | Ватерпольна арена, Лондон |
| 10 серпня 2012 21.50 | протокол | Рахунок за періодами: 5-2, 2-2, 2-1, 1-2 |       |        | Ватерпольна арена, Лондон |

#### Матч за 3-є місце
| 12 серпня 2012 16.30 | протокол | Чорногорія                               | 11 – 12 | Сербія | Ватерпольна арена, Лондон |
| 12 серпня 2012 16.30 | протокол | Рахунок за періодами: 2-3, 3-1, 5-4, 1-4 |         |        | Ватерпольна арена, Лондон |

#### Фінал
| 12 серпня 2012 17.50 | протокол | Хорватія                                 | 8 – 6 | Італія | Ватерпольна арена, Лондон |
| 12 серпня 2012 17.50 | протокол | Рахунок за періодами: 1-2, 2-0, 2-1, 3-3 |       |        | Ватерпольна арена, Лондон |